# 大瀧明日香
大瀧 明日香（おおたき あすか、1979年7月25日 - ）は、静岡県出身で愛知県在住の競艇選手である。登録番号3999。身長153cm。血液型A型。83期。愛知支部所属。二児の母親である。

## 来歴
- 1998年11月26日、静岡支部所属選手として常滑競艇場でデビュー。
- 1999年2月17日、徳山競艇場で初勝利。
- 2000年7月27日、戸田競艇場・女子リーグで初優出。
- 2004年4月、渡辺真至選手と入籍、夫の所属する愛知支部に移籍。
- 2004年10月14日、津競艇場で通算100勝達成。
- 2006年4月、蒲郡競艇場・オール女子戦を最後に産休に入る。
- 2006年12月26日、女児を出産。
- 2007年7月5日、津競艇場・一般戦で復帰。
- 2009年5月、徳山競艇場・女子リーグ戦競走を最後に再び産休に入る。
- 2011年9月28日、鳴門競艇場「ジャパンネット銀行杯競走（男女Ｗ優勝戦）・12R」において念願の初優勝（優出33回目）。
- 2016年7月18日、鳴門競艇場での「SG第21回オーシャンカップ」の最終日1RでSG初勝利。

## 人物・エピソード
- ルックスの良さからデビュー当時よりアイドル的な人気を誇っていた。
- 「あーちゃん」と呼ばれている。
- デビュー3年で初優出したものの、初優勝までに11年2カ月を要した。
- 常葉学園菊川高等学校（現・常葉大学附属菊川高等学校）在学中、本栖研修所83期生として合格、悩みぬいた末に高校を中退し入所する。高校ではバスケットボール部に所属しており、同部の後輩だった長嶋万記（こちらは卒業）は尊敬していた大瀧に憧れて競艇選手を志した。

## テレビ出演
- ジャンクSPORTS（フジテレビ/2003年9月）